# Progress (nau espacial)
Progress (en rus Прогре́сс, progrés) és una família de naus no tripulades russes utilitzada per a portar queviures i combustible a les estacions espacials. En un principi es van utilitzar amb les estacions Saliut 6, Saliut 7 i Mir, permetent que les tripulacions soviètiques i després russes estiguessin a l'espai de forma indefinida. Posteriorment es va usar a l'Estació Espacial Internacional. A més de subministraments i equips, la Progress utilitza motors per a elevar de forma regular l'òrbita de rotació de l'estació. El seu disseny està basat en la nau Soiuz, car utilitza quasi tots els mateixos components, exceptuant la càpsula per a la tripulació, què resta substituïda per un compartiment per a transportar combustible. En desacoblar-se d'una estació, les Progressos són carregades amb desfetes i escombraries que es cremen juntament amb la nau en l'atmosfera terrestre. Les Progressos van ser dissenyades per l'oficina de disseny soviètica TsKBEM, fundada per Serguei Koroliov. Actualment són construïdes per l'empresa russa RKK Enérguia. Les Progressos són llançades pel coet Soiuz.

## Disseny
El seu disseny és molt similar al de la Soiuz i consta de tres parts:
- Mòdul orbital pressuritzat o mòdul de càrrega (en rus Gruzovoi otsek, GO): similar al de la Soiuz, però s'utilitza per a transportar menjar, roba i equips varis. També incorpora el sistema d'acoblament automàtic. A diferència de la Soiuz, porta un seguit de canonades per portar combustible, hidrazina (UDMH) i el comburent, àcid nítric (N₂O₄) des del mòdul de càrrega fins a l'estació espacial, per a omplir així, els tancs de l'estació.

- Mòdul del combustible (en rus Otsek komponéntov dozapravki, OKD): l'única part diferent de les Soiuz. El mòdul de descens de la versió tripulada és substituït en la Progress per aquest mòdul no pressuritzat (per a impedir fugues en l'atmosfera de l'estació) que transporta el combustible i el comburent necessaris per a l'estació.

- Mòdul de servei o propulsió (en rus Priborno-agregatni otsek, PAO): similar al de les Soiuz, porta un motor principal per a maniobres orbitals.

## Versions

### Progress
Versió inicial basada en la Soiuz 7k-T, un total de 42 naus Progress van ser llençades entre 1978 i 1990 a les estacions espacials Saliut 6, Saliut 7 i Mir.
Característiques tècniques
- Massa: 7.020-7.249 kg
- Càrrega transportada (Progress 1-24): ~2.300 kg
- Càrrega transportada (Progress 24-42): ~2.500 kg
- Longitud: 7,94 m
- Diàmetre del mòdul de càrrega: 2,2 m
- Diàmetre màxim: 2,72 m
- Volum del mòdul de càrrega: 6,6 m³

### Progress M
Versió basada en la Soiuz T i la Soiuz TM. Incorpora panells solars i un nou mecanisme d'acoblament automàtic. Entre 1989 i 2003 van ser llançades 48 Progress M a l'estació Mir i a l'Estació Espacial Internacional. Pot romandre a l'espai acoblada a una estació espacial un màxim de sis mesos, igual que les Soiuz. Aquesta limitació ve donada pels petits coets de posició que utilitzen d'hidrogen com a propulsant.

### Progress M1
Lleugera modificació de la Progress M introduïda el 2000 per a l'Estació Espacial Internacional. Té una major capacitat de transport de combustible, 1.950 kg. A més, pot transportar 1.800 kg d'equips i queviures. Malgrat haver sigut introduïda la Progress M1, Rússia ha seguit llançant la Progress M.

### Progress MS
La Progress MS és una variant millorada que es va llançar per primera vegada el 21 de desembre de 2015. Té les millores següents:
- Nou compartiment extern que li permet desplegar satèl·lits. Cada compartiment pot contenir fins a quatre contenidors de llançament. Instal·lat per primera vegada a la Progress MS-3.
- Redundància millorada gràcies a l'addició d'un sistema de backup de motors elèctrics per al mecanisme d'ancoratge i segellat.
- Protecció MMOD millorada amb panells addicionals al compartiment de càrrega.
- Les funcions d'enllaç dels satèl·lits de relleus russos Luch permeten la telemetria i el control encara que no estiguin en vista directa de les estacions de ràdio terrestre.
- La navegació autònoma GNSS permet la determinació en temps real del vector d'estat i dels paràmetres orbitals prescindint de la necessitat de la determinació de l'òrbita des de les estaciones terrestres.
- Navegació relativa en temps real gràcies a les capacitats directes d'intercanvi de dades per ràdio amb l'estació espacial.
- Nova ràdio digital que permet una visualització de la càmera de televisió millorada per a les operacions d'atracat.
- El sistema ucraïnès de ràdio a bord Chezara Kvant-V i el sistema d'antena / alimentador han estat substituïts per un Sistema de Telemetria de Comandament Unificat (UCTS) rús.
- Substitució del sistema automàtic digital d'encontre espacial Kurs-A pel Kurs-NA.